# Fußball-Weltmeisterschaft 2010/Gruppe C
| Pl. | Land      | Sp. | S | U | N | Tore    | Diff. | Punkte |
| --- | --------- | --- | - | - | - | ------- | ----- | ------ |
| 1.  | USA       | 3   | 1 | 2 | 0 | 004:300 | +1    | 05     |
| 2.  | England   | 3   | 1 | 2 | 0 | 002:100 | +1    | 05     |
| 3.  | Slowenien | 3   | 1 | 1 | 1 | 003:300 | ±0    | 04     |
| 4.  | Algerien  | 3   | 0 | 1 | 2 | 000:200 | −2    | 01     |

Gruppe C der Fußball-Weltmeisterschaft 2010:

## Überblick
Etwas überraschend setzte sich die USA als Gruppensieger der Gruppe C durch. Im ersten Spiel gegen England waren die Europäer die spielbestimmende Mannschaft und gingen bereits in der 4. Minute in Führung. Doch ein kapitaler Fehler von Englands Torhüter Robert Green kurz vor der Halbzeitpause bescherte den USA den Ausgleich, als dieser einen harmlosen Schuss von Clint Dempsey ins Tor kullern ließ. Im zweiten Spiel gegen Slowenien zeigten die Amerikaner enormen Kampfgeist, als sie einen 0:2-Rückstand noch aufholen konnten. Clint Dempsey erzielte sogar ein weiteres Tor, das der Schiedsrichter jedoch wegen Foulspiels nicht anerkannte – eine Fehlentscheidung. Mit den zwei Punkten aus den ersten beiden Spielen mussten die USA gegen Algerien gewinnen, um das Achtelfinale zu erreichen. In einem dramatischen Spiel waren die Amerikaner drückend überlegen, konnten aber trotz zahlreicher Chancen keinen Treffer erzielen. Erst in der Nachspielzeit schoss Landon Donovan das erlösende Tor, das den USA den Gruppensieg einbrachte.
England musste sich nach dem Unentschieden gegen die USA steigern. Gegen Algerien lieferten die Engländer jedoch eine äußert schwache Partie ab und kamen nicht über ein torloses Remis hinaus. Damit musste man vor dem letzten Spiel ernsthaft um das Weiterkommen zittern. Im Spiel gegen die Slowenen zeigten die Engländer über weite Strecken das, was man vor der WM eigentlich von ihnen erwartet hatte. Ihre Chancenverwertung war jedoch erneut ungenügend. Der knappe 1:0-Sieg war verdient und reichte aus, um als Gruppenzweiter ins Achtelfinale einzuziehen.
Slowenien wurden vor dem Turnier nur Außenseiterchancen eingeräumt. Mit einem Sieg gegen Algerien und einem Unentschieden gegen die USA führten sie vor dem letzten Gruppenspiel die Tabelle an und hatten damit eine ausgezeichnete Ausgangslage zum Weiterkommen. Jedoch fehlte im dritten Spiel gegen England die Qualität, um sich durchzusetzen.
Algerien war der klare Außenseiter in dieser Gruppe. Gegen England erreichte man mit einem Unentschieden einen Achtungserfolg, aber die Algerier waren offensiv zu harmlos und konnten kein einziges Tor bei dieser Weltmeisterschaft erzielen. Wie bei ihren früheren WM-Teilnahmen 1982 und 1986 schieden sie in der Vorrunde aus.

## England – USA 1:1 (1:1)
| England                                                           | England | USA | USA                | Aufstellung                   |
| ----------------------------------------------------------------- | --- | --- | ------------------ | ----------------------------- |
| England                                                           | \| 1. Spieltag \| \| 12. Juni 2010 um 20:30 Uhr in Rustenburg (Royal-Bafokeng-Stadion) \| \| Zuschauer: 38.646 \| \| Schiedsrichter: Carlos Simon ( Brasilien) \| \| Spielbericht \|                                                                                   | \| 1. Spieltag \| \| 12. Juni 2010 um 20:30 Uhr in Rustenburg (Royal-Bafokeng-Stadion) \| \| Zuschauer: 38.646 \| \| Schiedsrichter: Carlos Simon ( Brasilien) \| \| Spielbericht \|                                                         | Vereinigte Staaten | Aufstellung England gegen USA |
| England                                                           | Robert Green – Glen Johnson, John Terry, Ledley King (46. Jamie Carragher), Ashley Cole – Frank Lampard, Steven Gerrard , Aaron Lennon, James Milner (31. Shaun Wright-Phillips) – Wayne Rooney, Emile Heskey (78. Peter Crouch) Cheftrainer: Fabio Capello ( Italien) | Tim Howard – Steven Cherundolo, Jay DeMerit, Oguchi Onyewu, Carlos Bocanegra – Michael Bradley, Ricardo Clark, Clint Dempsey, Landon Donovan – Jozy Altidore (86. Stuart Holden), Robbie Findley (77. Edson Buddle) Cheftrainer: Bob Bradley | Vereinigte Staaten | Aufstellung England gegen USA |
| England                                                           | 1:0 Gerrard (4.) | 1:1 Dempsey (40.) | Vereinigte Staaten | Aufstellung England gegen USA |
| England                                                           | Milner, Carragher, Gerrard | Cherundolo, DeMerit, Findley | Vereinigte Staaten | Aufstellung England gegen USA |
| England                                                           | Spieler des Spiels: Howard (USA) | | Vereinigte Staaten | Aufstellung England gegen USA |
| 1. Spieltag                                                       | | |                    |                               |
| 12. Juni 2010 um 20:30 Uhr in Rustenburg (Royal-Bafokeng-Stadion) | | |                    |                               |
| Zuschauer: 38.646                                                 | | |                    |                               |
| Schiedsrichter: Carlos Simon ( Brasilien)                         | | |                    |                               |
| Spielbericht                                                      | | |                    |                               |

Ein Blackout vom Englischen Torhüter Robert Green hat England zum Auftakt der Fußball-WM in Südafrika den Sieg gekostet. Der international unerfahrene Schlussmann von West Ham United ließ in der 40. Minute einen harmlosen Flachschuss von Clint Dempsey an den ausgebreiteten Handschuhen vorbei zum Endstand von 1:1 (1:1) ins Tor kullern. Die USA hatten England bereits 1950 in Brasilien die WM vermasselt – damals gewann der krasse Außenseiter sogar 1:0. Englands Kapitän Steven Gerrard, hatte den Weltmeister von 1966 bereits nach 4 Minuten in Führung gebracht. Am Ende stellte sich die Mannschaft hinter Torhüter Green.

## Algerien – Slowenien 0:1 (0:0)
| Algerien                                                       | Algerien | Slowenien | Slowenien | Aufstellung                          |
| -------------------------------------------------------------- | --- | --- | --------- | ------------------------------------ |
| Algerien                                                       | \| 1. Spieltag \| \| 13. Juni 2010 um 13:30 Uhr in Polokwane (Peter-Mokaba-Stadion) \| \| Zuschauer: 30.325 \| \| Schiedsrichter: Carlos Batres ( Guatemala) \| \| Spielbericht \|                                                                                 | \| 1. Spieltag \| \| 13. Juni 2010 um 13:30 Uhr in Polokwane (Peter-Mokaba-Stadion) \| \| Zuschauer: 30.325 \| \| Schiedsrichter: Carlos Batres ( Guatemala) \| \| Spielbericht \|                                                                                    | Slowenien | Aufstellung Algerien gegen Slowenien |
| Algerien                                                       | Faouzi Chaouchi – Madjid Bougherra, Rafik Halliche, Anthar Yahia – Medhi Lacen, Hassan Yebda, Foued Kadir (82. Adlène Guedioura), Nadir Belhadj – Karim Matmour (81. Rafik Saïfi), Karim Ziani, Rafik Djebbour (58. Abdelkader Ghezzal) Cheftrainer: Rabah Saâdane | Samir Handanovič – Mišo Brečko, Marko Šuler, Boštjan Cesar, Bojan Jokić – Andraž Kirm, Aleksander Radosavljevič (87. Andrej Komac), Robert Koren , Valter Birsa (84. Nejc Pečnik) – Milivoje Novakovič, Zlatko Dedič (52. Zlatan Ljubijankič) Cheftrainer: Matjaž Kek | Slowenien | Aufstellung Algerien gegen Slowenien |
| Algerien                                                       | 0:1 Koren (79.) | | Slowenien | Aufstellung Algerien gegen Slowenien |
| Algerien                                                       | Ghezzal, Yebda | Radosavljevič, Komac | Slowenien | Aufstellung Algerien gegen Slowenien |
| Algerien                                                       | Ghezzal (73.) | | Slowenien | Aufstellung Algerien gegen Slowenien |
| Algerien                                                       | Spieler des Spiels: Koren (Slowenien) | | Slowenien | Aufstellung Algerien gegen Slowenien |
| 1. Spieltag                                                    | | |           |                                      |
| 13. Juni 2010 um 13:30 Uhr in Polokwane (Peter-Mokaba-Stadion) | | |           |                                      |
| Zuschauer: 30.325                                              | | |           |                                      |
| Schiedsrichter: Carlos Batres ( Guatemala)                     | | |           |                                      |
| Spielbericht                                                   | | |           |                                      |

## Slowenien – USA 2:2 (2:0)
| Slowenien                                                       | Slowenien | USA | USA                | Aufstellung                     |
| --------------------------------------------------------------- | --- | --- | ------------------ | ------------------------------- |
| Slowenien                                                       | \| 2. Spieltag \| \| 18. Juni 2010 um 16:00 Uhr in Johannesburg (Ellis-Park-Stadion) \| \| Zuschauer: 45.573 \| \| Schiedsrichter: Koman Coulibaly ( Mali) \| \| Spielbericht \|                                                                                        | \| 2. Spieltag \| \| 18. Juni 2010 um 16:00 Uhr in Johannesburg (Ellis-Park-Stadion) \| \| Zuschauer: 45.573 \| \| Schiedsrichter: Koman Coulibaly ( Mali) \| \| Spielbericht \|                                                                                            | Vereinigte Staaten | Aufstellung Slowenien gegen USA |
| Slowenien                                                       | Samir Handanovič – Mišo Brečko, Marko Šuler, Boštjan Cesar, Bojan Jokić – Valter Birsa (87. Zlatko Dedič), Aleksander Radosavljevič, Robert Koren , Andraž Kirm – Milivoje Novakovič, Zlatan Ljubijankič (74. Nejc Pečnik, 90.+4' Andrej Komac) Cheftrainer: Matjaž Kek | Tim Howard – Steven Cherundolo, Jay DeMerit, Oguchi Onyewu (80. Herculez Gomez), Carlos Bocanegra – Michael Bradley, José Francisco Torres (46. Maurice Edu) – Clint Dempsey, Landon Donovan – Jozy Altidore, Robbie Findley (46. Benny Feilhaber) Cheftrainer: Bob Bradley | Vereinigte Staaten | Aufstellung Slowenien gegen USA |
| Slowenien                                                       | 1:0 Birsa (13.) 2:0 Ljubijankič (42.) | 2:1 Donovan (48.) 2:2 Bradley (82.) | Vereinigte Staaten | Aufstellung Slowenien gegen USA |
| Slowenien                                                       | Cesar, Šuler, Kirm, Jokić | Findley | Vereinigte Staaten | Aufstellung Slowenien gegen USA |
| Slowenien                                                       | Spieler des Spiels: Donovan (USA) | | Vereinigte Staaten | Aufstellung Slowenien gegen USA |
| 2. Spieltag                                                     | | |                    |                                 |
| 18. Juni 2010 um 16:00 Uhr in Johannesburg (Ellis-Park-Stadion) | | |                    |                                 |
| Zuschauer: 45.573                                               | | |                    |                                 |
| Schiedsrichter: Koman Coulibaly ( Mali)                         | | |                    |                                 |
| Spielbericht                                                    | | |                    |                                 |

## England – Algerien 0:0
| England                                                   | England | Algerien | Algerien | Aufstellung                        |
| --------------------------------------------------------- | --- | --- | -------- | ---------------------------------- |
| England                                                   | \| 2. Spieltag \| \| 18. Juni 2010 um 20:30 Uhr in Kapstadt (Kapstadt-Stadion) \| \| Zuschauer: 64.100 \| \| Schiedsrichter: Ravshan Ermatov ( Usbekistan) \| \| Spielbericht \|                                                                                        | \| 2. Spieltag \| \| 18. Juni 2010 um 20:30 Uhr in Kapstadt (Kapstadt-Stadion) \| \| Zuschauer: 64.100 \| \| Schiedsrichter: Ravshan Ermatov ( Usbekistan) \| \| Spielbericht \|                                                                              | Algerien | Aufstellung England gegen Algerien |
| England                                                   | David James – Glen Johnson, Jamie Carragher, John Terry, Ashley Cole – Frank Lampard, Gareth Barry (84. Peter Crouch) – Aaron Lennon (63. Shaun Wright-Phillips), Steven Gerrard – Wayne Rooney, Emile Heskey (74. Jermain Defoe) Cheftrainer: Fabio Capello ( Italien) | Raïs M’Bolhi – Madjid Bougherra, Rafik Halliche, Anthar Yahia – Foued Kadir, Hassan Yebda (89. Djamel Mesbah), Medhi Lacen, Nadir Belhadj – Ryad Boudebouz (74. Djamel Abdoun), Karim Ziani (80. Adlène Guedioura) – Karim Matmour Cheftrainer: Rabah Saâdane | Algerien | Aufstellung England gegen Algerien |
| England                                                   | Carragher | Lacen | Algerien | Aufstellung England gegen Algerien |
| England                                                   | Spieler des Spiels: Cole (England) | | Algerien | Aufstellung England gegen Algerien |
| 2. Spieltag                                               | | |          |                                    |
| 18. Juni 2010 um 20:30 Uhr in Kapstadt (Kapstadt-Stadion) | | |          |                                    |
| Zuschauer: 64.100                                         | | |          |                                    |
| Schiedsrichter: Ravshan Ermatov ( Usbekistan)             | | |          |                                    |
| Spielbericht                                              | | |          |                                    |

## USA – Algerien 1:0 (0:0)
| USA                                                                      | USA | Algerien | Algerien | Aufstellung                    |
| ------------------------------------------------------------------------ | --- | --- | -------- | ------------------------------ |
| Vereinigte Staaten                                                       | \| 3. Spieltag \| \| 23. Juni 2010 um 16:00 Uhr in Tshwane/Pretoria (Loftus-Versfeld-Stadion) \| \| Zuschauer: 35.827 \| \| Schiedsrichter: Frank De Bleeckere ( Belgien) \| \| Spielbericht \|                                                                          | \| 3. Spieltag \| \| 23. Juni 2010 um 16:00 Uhr in Tshwane/Pretoria (Loftus-Versfeld-Stadion) \| \| Zuschauer: 35.827 \| \| Schiedsrichter: Frank De Bleeckere ( Belgien) \| \| Spielbericht \|                                                                  | Algerien | Aufstellung USA gegen Algerien |
| Vereinigte Staaten                                                       | Tim Howard – Steven Cherundolo, Jay DeMerit, Jonathan Bornstein (80. DaMarcus Beasley), Carlos Bocanegra – Michael Bradley, Maurice Edu (64. Edson Buddle), Landon Donovan, Clint Dempsey – Jozy Altidore, Herculez Gomez (46. Benny Feilhaber) Cheftrainer: Bob Bradley | Raïs M’Bolhi – Madjid Bougherra, Rafik Halliche, Anthar Yahia , Hassan Yebda – Medhi Lacen, Foued Kadir, Nadir Belhadj, Karim Matmour (85. Rafik Saïfi), Karim Ziani (69. Adlène Guedioura) – Rafik Djebbour (65. Abdelkader Ghezzal) Cheftrainer: Rabah Saâdane | Algerien | Aufstellung USA gegen Algerien |
| Vereinigte Staaten                                                       | 1:0 Donovan (90.+1') | | Algerien | Aufstellung USA gegen Algerien |
| Vereinigte Staaten                                                       | Altidore, Beasley | Yebda, Yahia, Lacen | Algerien | Aufstellung USA gegen Algerien |
| Vereinigte Staaten                                                       | Yahia (90.+3') | | Algerien | Aufstellung USA gegen Algerien |
| Vereinigte Staaten                                                       | Spieler des Spiels: Donovan (USA) | | Algerien | Aufstellung USA gegen Algerien |
| 3. Spieltag                                                              | | |          |                                |
| 23. Juni 2010 um 16:00 Uhr in Tshwane/Pretoria (Loftus-Versfeld-Stadion) | | |          |                                |
| Zuschauer: 35.827                                                        | | |          |                                |
| Schiedsrichter: Frank De Bleeckere ( Belgien)                            | | |          |                                |
| Spielbericht                                                             | | |          |                                |

## Slowenien – England 0:1 (0:1)
| Slowenien                                                                                    | Slowenien | England | England | Aufstellung                         |
| -------------------------------------------------------------------------------------------- | --- | --- | ------- | ----------------------------------- |
| Slowenien                                                                                    | \| 3. Spieltag \| \| 23. Juni 2010 um 16:00 Uhr in Nelson Mandela Bay/Port Elizabeth (Nelson-Mandela-Bay-Stadion) \| \| Zuschauer: 36.893 \| \| Schiedsrichter: Wolfgang Stark ( Deutschland) \| \| Spielbericht \|                  | \| 3. Spieltag \| \| 23. Juni 2010 um 16:00 Uhr in Nelson Mandela Bay/Port Elizabeth (Nelson-Mandela-Bay-Stadion) \| \| Zuschauer: 36.893 \| \| Schiedsrichter: Wolfgang Stark ( Deutschland) \| \| Spielbericht \|                  | England | Aufstellung Slowenien gegen England |
| Slowenien                                                                                    | Samir Handanovič – Mišo Brečko, Marko Šuler, Boštjan Cesar, Bojan Jokić – Valter Birsa, Aleksander Radosavljevič, Robert Koren , Andraž Kirm (79. Tim Matavž), Zlata (62. Zlatko Dedič) – Milivoje Novakovič Cheftrainer: Matjaž Kek | David James – Glen Johnson, John Terry, Matthew Upson, Ashley Cole – James Milner, Frank Lampard, Gareth Barry, Steven Gerrard – Jermain Defoe (86. Emile Heskey), Wayne Rooney (72. Joe Cole) Cheftrainer: Fabio Capello ( Italien) | England | Aufstellung Slowenien gegen England |
| Slowenien                                                                                    | 0:1 Defoe (23.) | | England | Aufstellung Slowenien gegen England |
| Slowenien                                                                                    | Jokić, Birsa, Dedič | Johnson | England | Aufstellung Slowenien gegen England |
| Slowenien                                                                                    | Spieler des Spiels: Defoe (England) | | England | Aufstellung Slowenien gegen England |
| 3. Spieltag                                                                                  | | |         |                                     |
| 23. Juni 2010 um 16:00 Uhr in Nelson Mandela Bay/Port Elizabeth (Nelson-Mandela-Bay-Stadion) | | |         |                                     |
| Zuschauer: 36.893                                                                            | | |         |                                     |
| Schiedsrichter: Wolfgang Stark ( Deutschland)                                                | | |         |                                     |
| Spielbericht                                                                                 | | |         |                                     |